# باولا غونزاليس
باولا غونزاليس (بالإنجليزية: Paula González)‏ هي عالمة بيئة وأحيائية أمريكية، ولدت في 25 أكتوبر 1932، وتوفيت في 31 يوليو 2016.